# Tourville-sur-Sienne
Tourville-sur-Sienne est une commune française, située dans le département de la Manche en région Normandie, peuplée de 772 habitants.

## Géographie

### Localisation
Tourville-sur-Sienne est situé sur l'axe entre Coutances et Agon-Coutainville. Elle se situe à l'embouchure de la Sienne.
La commune s'étend en longueur en comprenant le centre du bourg et le hameau du Haut Tourville.
| Agon-Coutainville                        | Saint-Malo-de-la-Lande | Gratot                          |
| Agon-Coutainville                        | Tourville-sur-Sienne   | Gratot Bricqueville-la-Blouette |
| Mer de la Manche (estuaire de la Sienne) | Heugueville-sur-Sienne | Bricqueville-la-Blouette        |

### Hydrographie
La commune est située dans le bassin Seine-Normandie. Elle est drainée par la Siame, le fossé 02 de la commune de Tourville-sur-Sienne, le fossé 08 de la Maison Neuve, le ruisseau de Chanteloup et le ruisseau des Vaux,,.
La Siame, d'une longueur de 10 km, prend sa source dans la commune de Gratot et se jette dans le golfe de Saint-Malo en limite de la commune et d'Agon-Coutainville, après avoir traversé quatre communes. 

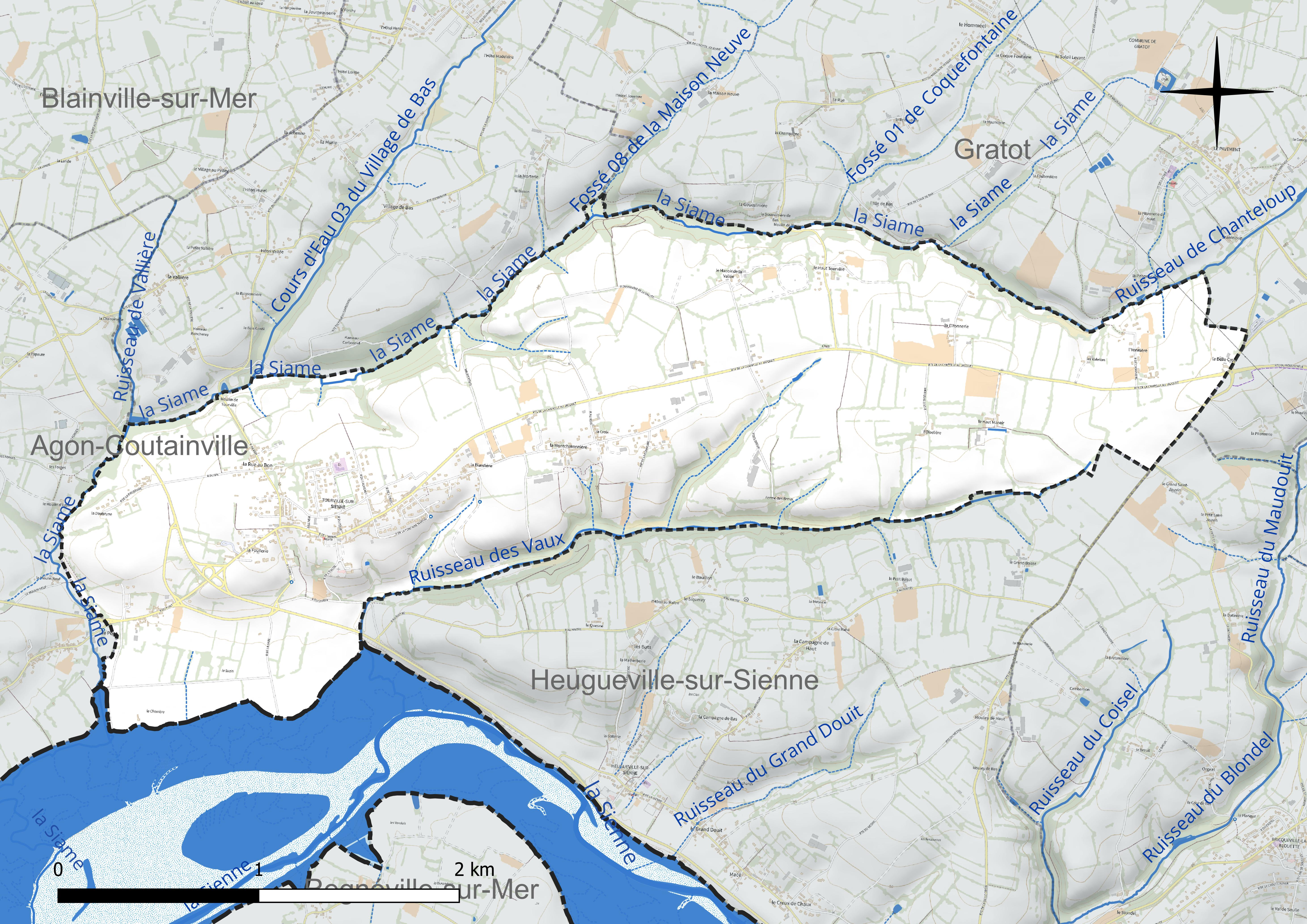
Réseau hydrographique de Tourville-sur-Sienne.

### Climat
Pour des articles plus généraux, voir Climat de la Normandie et Climat de la Manche.
En 2010, le climat de la commune est de type climat océanique franc, selon une étude du CNRS s'appuyant sur une série de données couvrant la période 1971-2000. En 2020, Météo-France publie une typologie des climats de la France métropolitaine dans laquelle la commune est exposée à un climat océanique et est dans la région climatique Normandie (Cotentin, Orne), caractérisée par une pluviométrie relativement élevée (850 mm/a) et un été frais (15,5 °C) et venté. Parallèlement le GIEC normand, un groupe régional d’experts sur le climat, différencie quant à lui, dans une étude de 2020, trois grands types de climats pour la région Normandie, nuancés à une échelle plus fine par les facteurs géographiques locaux. La commune est, selon ce zonage, exposée à un « climat maritime », correspondant au Cotentin et à l'ouest du département de la Manche, frais, humide et pluvieux, où les contrastes pluviométrique et thermique sont parfois très prononcés en quelques kilomètres quand le relief est marqué.
Pour la période 1971-2000, la température annuelle moyenne est de 11 °C, avec une amplitude thermique annuelle de 11,4 °C. Le cumul annuel moyen de précipitations est de 984 mm, avec 14,3 jours de précipitations en janvier et 8,3 jours en juillet. Pour la période 1991-2020, la température moyenne annuelle observée sur la station météorologique la plus proche, située sur la commune de Gouville-sur-Mer à 6 km à vol d'oiseau, est de 12,2 °C et le cumul annuel moyen de précipitations est de 844,8 mm,. Pour l'avenir, les paramètres climatiques de la commune estimés pour 2050 selon différents scénarios d’émission de gaz à effet de serre sont consultables sur un site dédié publié par Météo-France en novembre 2022.

## Urbanisme

### Typologie
Au 1er janvier 2024, Tourville-sur-Sienne est catégorisée commune rurale à habitat dispersé, selon la nouvelle grille communale de densité à sept niveaux définie par l'Insee en 2022.
Elle est située hors unité urbaine.
Par ailleurs la commune fait partie de l'aire d'attraction de Coutances, dont elle est une commune de la couronne,. Cette aire, qui regroupe 37 communes, est catégorisée dans les aires de moins de 50 000 habitants,.
La commune, bordée par la Manche, est également une commune littorale au sens de la loi du 3 janvier 1986, dite loi littoral. Des dispositions spécifiques d’urbanisme s’y appliquent dès lors afin de préserver les espaces naturels, les sites, les paysages et l’équilibre écologique du littoral, comme le principe d'inconstructibilité, en dehors des espaces urbanisés, sur la bande littorale des 100 mètres, ou plus si le plan local d'urbanisme le prévoit.

### Occupation des sols
L'occupation des sols de la commune, telle qu'elle ressort de la base de données européenne d’occupation biophysique des sols Corine Land Cover (CLC), est marquée par l'importance des territoires agricoles (84 % en 2018), une proportion sensiblement équivalente à celle de 1990 (84,7 %).
La répartition détaillée en 2018 est la suivante : zones agricoles hétérogènes (31,8 %), terres arables (30,1 %), prairies (22,1 %), forêts (8,3 %), zones urbanisées (7,3 %), zones humides côtières (0,4 %).

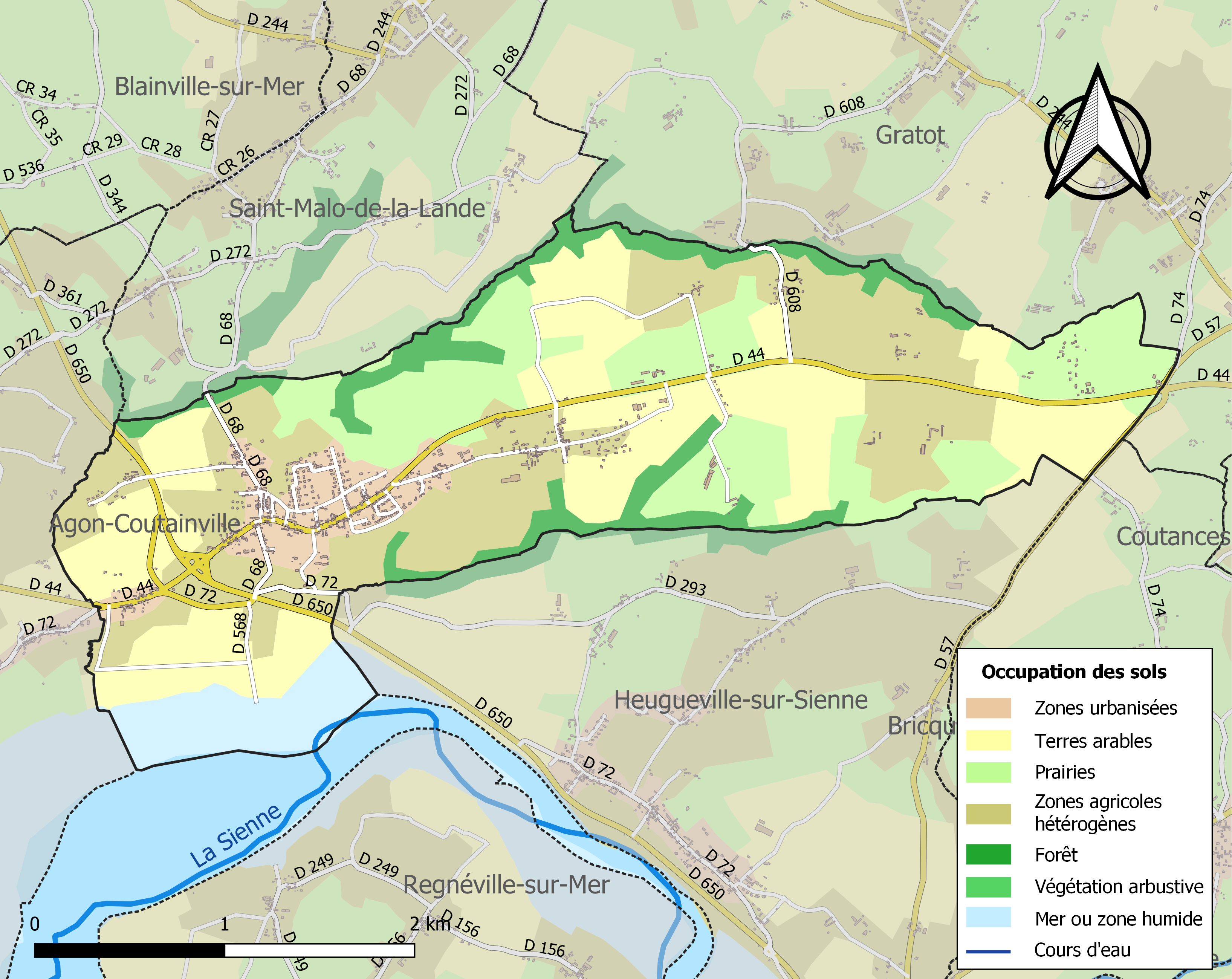
Carte des infrastructures et de l'occupation des sols de la commune en 2018 (CLC).

L'évolution de l’occupation des sols de la commune et de ses infrastructures peut être observée sur les différentes représentations cartographiques du territoire : la carte de Cassini (XVIIIe siècle), la carte d'état-major (1820-1866) et les cartes ou photos aériennes de l'IGN pour la période actuelle (1950 à aujourd'hui).

## Toponymie
Le nom de la localité est attesté sous les formes Torevilla en 1162, Torvilla vers 1210.
La Sienne est un fleuve côtier qui prend sa source dans le Calvados et se jette dans la Manche.
Le gentilé est Tourvillais.

## Histoire

### Moyen Âge
En 1392, la fiefferme de Tourville-sur-Sienne est tenue par Jean Le Capelain, écuyer.

### Temps modernes
Charles Guérin, sieur d'Agon, et Jehan de Costentin, sieur de Tourville et Coutainville, au XVIe siècle, se disputèrent la mare de l'Essay. Le bailli les autorisa à tirer le gibier et pêcher le poisson sans pouvoir les vendre. Au XVIIIe siècle, la seigneurie appartenait toujours à la famille Costentin de Tourville.

## Politique et administration

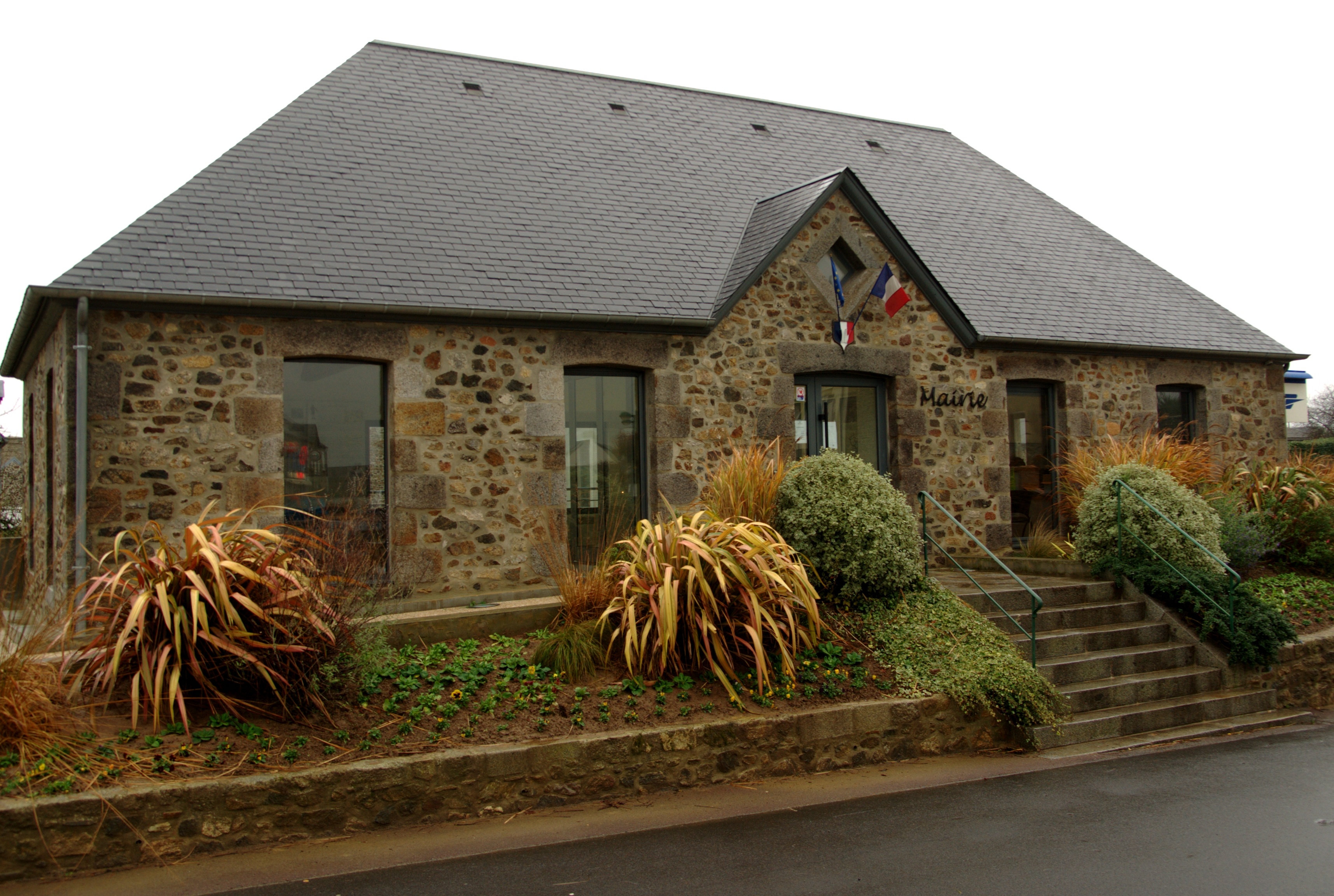
La mairie.

| Période                                  | Période  | Identité       | Étiquette | Qualité |
| ---------------------------------------- | -------- | -------------- | --------- | --- |
| 1977                                     | 1995     | Émile Sevestre | DVD       | |
| 1995                                     | mai 2020 | Yves Michel    | DVD       | Secrétaire général de l'Assemblée nationale Président de la CC de Saint-Malo-de-la-Lande et du Pays de Coutances (2008- ) |
| mai 2020                                 | En cours | Pierre Vogt    | MoDem     | Ingénieur indépendant Conseiller régional                                                                                 |
| Les données manquantes sont à compléter. |          |                |           | |

## Démographie
L'évolution du nombre d'habitants est connue à travers les recensements de la population effectués dans la commune depuis 1793. Pour les communes de moins de 10 000 habitants, une enquête de recensement portant sur toute la population est réalisée tous les cinq ans, les populations de référence des années intermédiaires étant quant à elles estimées par interpolation ou extrapolation. Pour la commune, le premier recensement exhaustif entrant dans le cadre du nouveau dispositif a été réalisé en 2004.
En 2022, la commune comptait 772 habitants, en évolution de −2,03 % par rapport à 2016 (Manche : −0,31 %, France hors Mayotte : +2,11 %).
Tourville-sur-Sienne a compté jusqu'à 562 habitants en 1800.
| 1793  | 1800 | 1806  | 1821  | 1831  | 1836 | 1841 | 1846 | 1851 |
| ----- | ---- | ----- | ----- | ----- | ---- | ---- | ---- | ---- |
| 1 020 | 562  | 1 068 | 1 100 | 1 026 | 947  | 933  | 801  | 855  |

| 1856 | 1861 | 1866 | 1872 | 1876 | 1881 | 1886 | 1891 | 1896 |
| ---- | ---- | ---- | ---- | ---- | ---- | ---- | ---- | ---- |
| 811  | 793  | 822  | 750  | 747  | 761  | 760  | 688  | 644  |

| 1901 | 1906 | 1911 | 1921 | 1926 | 1931 | 1936 | 1946 | 1954 |
| ---- | ---- | ---- | ---- | ---- | ---- | ---- | ---- | ---- |
| 632  | 626  | 585  | 502  | 518  | 517  | 489  | 573  | 557  |

| 1962 | 1968 | 1975 | 1982 | 1990 | 1999 | 2004 | 2006 | 2009 |
| ---- | ---- | ---- | ---- | ---- | ---- | ---- | ---- | ---- |
| 563  | 491  | 481  | 538  | 551  | 589  | 646  | 669  | 769  |

| 2014 | 2019 | 2022 | - | - | - | - | - | - |
| ---- | ---- | ---- | - | - | - | - | - | - |
| 785  | 778  | 772  | - | - | - | - | - | - |

## Culture locale et patrimoine

### Lieux et monuments

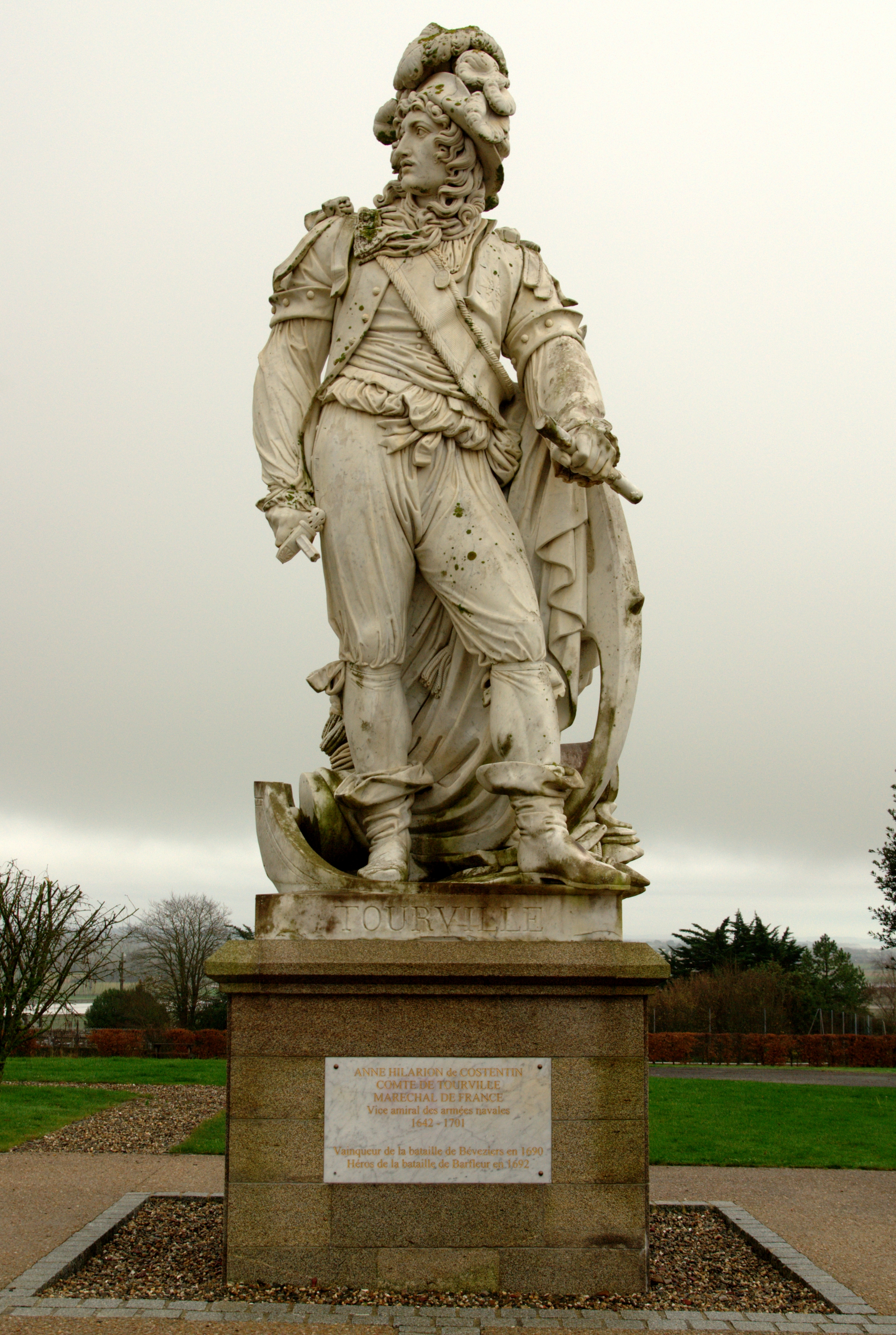
Statue de l'amiral Tourville.

- Statue de l'amiral Tourville, en marbre de Carrare, haute de 4,26 m, œuvre du sculpteur Joseph Charles Marin qui la réalisa en 1816. Initialement placée sur le pont de la Concorde à Paris, elle est déplacée à Versailles, puis installée à Tourville, place Léon-Paul-Legraverend, près de la mairie, en 1932. Elle est inscrite au titre des monuments historiques par arrêté du 18 août 2006[33].
- Église Notre-Dame des XIIe – XIXe siècles. L'édifice arbore une tour coiffée en bâtière, placée entre la nef et le chœur daté de 1778, et un avant-porche. Sont conservés une cloche datée de 1700 et pesant 300 kg, donnée par le maréchal mais financée par la paroisse, classée au titre objet[34], ainsi que des dalles funéraires du XVIIe.
- Ancien presbytère près de l'église.
- Chapelle aux Jacquets[35] placée sous le vocable de Saint-Germain et dédiée à Notre-Dame de la Paix. Elle aurait été bâtie soit en 1474 par Germain Jacquet, soit en 1495 par la famille de Costentin. Fermée à la Révolution française, elle est rendue au culte le 15 juillet 1945.
- Manoirs de Maupertuis du XVIIe siècle et de Breux du XVIe siècle.
- Maison Desnos du XIXe siècle, ancienne maison transformée en gîtes communautaires.
- Havre et baie de Sienne classé INPN et Natura 2000.

### Personnalités liées à la commune
- César de Costentin de Tourville (mort en 1647), militaire et gentilhomme, père d'Anne Hilarion de Costentin de Tourville.
- Anne Hilarion de Costentin (1642-1701), comte de Tourville, maréchal de France et vice-amiral des Armées navales, et dont la famille posséda le manoir de la Vallée dont il ne subsiste que des vestiges. Plusieurs biographes le font naître, à tort, au château de Tourville-sur-Sienne.
- Pierre Dudouyt (Tourville-sur-Sienne, 1851 - 1936), parlementaire.
- Le chef pâtissier Maxime Frédéric exploite, avec des membres de sa famille, la ferme de ses grands-parents à Tourville-sur-Sienne[36].